# 21943 Diannacowern
21943 Diannacowern è un asteroide della fascia principale interna. Scoperto nel 1999, presenta un'orbita caratterizzata da un semiasse maggiore pari a 2,401484 UA e da un'eccentricità di 0,202509, inclinata di 8,520564° rispetto all'eclittica. Ha un diametro di 8,895 km e un'albedo di 0,059.
È dedicato a Dianna Cowern, nota youtuber americana, specializzata nella comunicazione scientifica.